# Буритинополис
Буритинополис (порт. Buritinópolis) — муниципалитет в Бразилии, входит в штат Гояс. Составная часть мезорегиона Восток штата Гойяс. Входит в экономико-статистический микрорегион Ван-ду-Паранан. Население составляет 3627 человек на 2006 год. Занимает площадь 268,115 км². Плотность населения — 13,5 чел./км².

## Статистика
- Валовой внутренний продукт на 2003 год составляет 7 817 025,00 реалов (данные: Бразильский институт географии и статистики).
- Валовой внутренний продукт на душу населения на 2003 год составляет 2223,91 реала (данные: Бразильский институт географии и статистики).
- Индекс развития человеческого потенциала на 2000 год составляет 0,600 (данные: Программа развития ООН).